# Sala José Cândido de Carvalho
Sala José Cândido de Carvalho é um espaço cultural em Niterói, destinado ao lançamento de novos artistas. Localizada na Rua Presidente Pedreira, Ingá, Niterói, no térreo da sede da Secretaria Municipal de Cultura e da Fundação de Arte de Niterói (FAN).

## História
Foi inaugurada em 1988 e homenageia um dos ex-presidentes da Fundação de Arte de Niterói (FAN), o romancista José Cândido de Carvalho. A Sala vem se especializando na exposição de trabalhos que têm como suporte o papel, principalmente a fotografia, a gravura e a aquarela.
A Sala José Cândido de Carvalho é vizinho de muro do Museu de História e Artes do Estado do Rio de Janeiro (o Museu do Ingá), e vizinho do Museu Antônio Parreiras e do Solar do Jambeiro, e também próximo do Museu de Arte Contemporânea de Niterói e do Centro de Artes UFF.

## Ligação externa
- Site da Secretaria de Cultura de Niterói